# Aziz Sancar
Abdelaziz Sancar dit Aziz Sancar (prononcé [a'ziz san'ʤaɾ]), né le 8 septembre 1946 à Savur, est un biochimiste turc spécialiste de la réparation de l'ADN. Il reçoit le prix Nobel de chimie en 2015, conjointement avec le chimiste suédois Tomas Lindahl et le chimiste américain Paul L. Modrich pour ses études mécanistiques de la réparation de l'ADN. Il devient ainsi le second Turc à obtenir un prix Nobel après l’écrivain Orhan Pamuk.

## Biographie
Abdelaziz"Aziz"Sancar est né en 1946 à Savur dans la province de Mardin en Turquie. Il est le septième d'une famille arabophone de huit enfants. Il est issu d'un milieu modeste. Ses parents sont tous les deux illettrés mais accordaient malgré tout une importance capitale à l'éducation de leurs enfants. Sancar s’investissait pleinement à l'école mais aussi sur le terrain sportif puisqu'il avait une affection particulière pour le football. Lors de sa dernière année de lycée, il a même été invité par l'équipe de Turquie de football des moins de dix-huit ans en tant que gardien de but. Finalement, il abandonna son projet de devenir footballeur professionnel puisqu'il ne se considérait pas assez grand de taille, et consacra toute son énergie à ses études.
Diplômé de la faculté de médecine de l'université d'Istanbul, il est médecin pendant deux ans dans sa ville natale avant d'obtenir un doctorat de l'université du Texas à Dallas en 1977 avec une thèse sur E. Coli. Il enseigne la biochimie à l'université de Caroline du Nord à Chapel Hill où il vit avec sa femme Gwen Sancar qui est aussi professeur en biochimie dans la même université. Il est élu à l'Académie nationale des sciences en 2005.
Avec sa compagne, il a fondé en 2007 la fondation Aziz et Gwen Sancar (Aziz and Gwen Sancar Foundation en anglais) pour permettre le séjour des étudiants turcs qui viennent étudier aux États-Unis à travers un centre nommé Türk Evi (maison turque en turc), et plus généralement pour promouvoir la Turquie et sa culture.
Aziz Sancar est le cousin du député du Parti démocratique des peuples (HDP), Mithat Sancar (tr).
Le 19 janvier 2025, lors d'une cérémonie organisée au Centre Culturel Sancar dans l'État de Caroline du Nord, le Secrétaire Général de TÜRKSOY, Sultan Raev, a remis à Sancar la médaille de "Ambassadeur Culturel du Monde Turc".

## Récompenses
- MD, Summa Cum Laude (major) (1969)
- Presidential Young Investigator Award (1984)
- NIH MERIT Award (1995)
- Académie américaine des arts et des sciences (2004)
- Académie nationale des sciences (États-Unis) (2005)
- Académie nationale des sciences (Turquie) (2006)
- Turkish Koç Award (2007)
- University of Dallas - Distinguished Alumni Awards (2009)
- Distinguished Visiting Professor - Academia Sinica (2014)
- ASBMB Vallee Award (2015)
- Prix Nobel de chimie (2015)[8]
- Ambassadeur Culturel du Monde Turc (2025)[7]